# Poolside
Poolside è un album del gruppo musicale statunitense Nu Shooz, pubblicato il 5 maggio 1986.

## Descrizione
L'album, pubblicato dalla Atlantic Records su LP, musicassetta e CD, è prodotto da John Smith e Rick Waritz, che curano gli arrangiamenti. Smith firma interamente 4 brani e partecipa alla stesura degli altri 4.
Dal disco vengono tratti i singoli I Can't Wait, Point of No Return e Don't Let Me Be the One.

## Tracce

### Lato A
1. Lost Your Number
2. I Can't Wait
3. Don't Let Me Be the One
4. Goin' thru the Motions

### Lato B
1. You Put Me in a Trance
2. Point of No Return
3. Secret Message
4. Don't You Be Afraid